# Listă de artiști experimental metal
Aceasta este o listă de artiști experimental metal, scene regionale, și case de discuri ale acestui gen. Experimental metal, cunoscut și ca avant-garde metal sau avant-metal, este un subgen al muzicii heavy metal definit prin utilizarea experimentărilor și caracterizat de utilizarea inovațiilor, elemente de avant-gardă, sunete, instrumente, structure muzicale, stiluri de joc, și tehnici vocale non-standard și neconvenționale. El a evoluat din progressive rock, jazz fusion, și extreme metal. Printre exemplele timpurii sunt lucrările trupei King Crimson Larks' Tongues in Aspic și Red în 1973 și 1974 respectiv, dar și albumul din 1976 al lui Led Zeppelin Presence. Genul a apărut la începutul anilor 1980, prin eforturile depuse de formații ca Celtic Frost, care au pionerat genul. Alți pioneri ai experimental metal sunt Boris, Earth, Helmet, Maudlin of the Well, Neurosis, Sunn O))), și Voivod. Printre casele de discuri ale genului sunt Misanthropy Records, The End Records, Aurora Borealis, The Flenser, Holy Records, Hydra Head Records, Ipecac Recordings, Napalm Records, Relapse Records, Seventh Rule Recordings, și Southern Lord Records. În Statele Unite, scene locale de experimental metal au apărut în San Francisco Bay Area, cu formații ca Giant Squid, Grayceon, și Ludicra, Boston, cu Isis, Kayo Dot, și Maudlin of the Well, and Seattle. Conform New York Times, unele scene regionale s-au dezvoltat la mijlocul anilor 1990 în Tokyo, Los Angeles, și Oslo.

## Case de discuri
- Aurora Borealis[11]
- The End Records[10]
- The Flenser[12]
- Holy Records[13]
- Hydra Head Records[14]
- Ipecac Recordings[15]
- Misanthropy Records[10]
- Napalm Records[16]
- Relapse Entertainment, imprint of Relapse Records[17]
- Seventh Rule Recordings[18]
- Southern Lord Records[19]

## Scene regionale
- Norvegia[10]
  - Oslo[4]
- Japonia
  - Tokyo[4]
- Statele Unite
  - Boston[21]
  - Los Angeles[4]
  - San Francisco Bay Area[20]
  - Seattle[22]

## Artiști
| - Abstrakt Algebra - Acid Bath - Agalloch - Age of Silence - Ahleuchatistas - Ai Weiwei - Alarum - The Algorithm - Altera Enigma - Animals as Leaders - Ansur - Antigama - Arashk - Arcturus - Atheist - Mick Barr - Behold the Arctopus - Bethlehem - Between the Buried and Me - Black Boned Angel - Black Flag - Blut Aus Nord - The Body - Boris - Borknagar - Boulder - Breadwinner - Buckethead - Buried Inside - Candiria - Candlemass - Carcass - Cave In - Celtic Frost - Cephalic Carnage - Circle - The Chariot - Conelrad - Coroner - The Contortionist - Cronian - Chryst - Cynic - December Wolves - Deftones - Deli Creeps - Devilish Impressions - The Devin Townsend Project - Devolved - Diablo Swing Orchestra - The Dillinger Escape Plan - Dir En Grey - Disharmonic Orchestra - Dødheimsgard - Dog Fashion Disco - Doom - Draconian - Earth - Earshot - The End - Enslaved - Envy - Einstürzende Neubauten - Ephel Duath - Ewigkeit - Extol - Fact - Faith No More - Fantômas - The Flying Luttenbachers - Frantic Bleep - From a Second Story Window | - The Gathering - God - Genghis Tron - Giant Squid - Glassjaw - Grayceon - Godflesh - Green Carnation - Hammers of Misfortune - Hawk Eyes - Head of David - Hella - Helmet - Horse the Band - Hortus Animae - Hypno5e - Inhale Exhale - Into Another - Intronaut - Isis - Iwrestledabearonce - Jane's Addiction - Jesu - Kayo Dot - Kekal - Khanate - Khlyst - Killing Joke - King Crimson - KK Null - The Kovenant - Krallice - Kylesa - Led Zeppelin - Lengsel - Leprous - Liturgy - Living Colour - Locrian - Ludicra - Made Out of Babies - Manes - The Mars Volta - Master's Hammer - Mastodon - Maudlin of the Well - Mayhem - The Meads of Asphodel - Melvins - Meshuggah - Mortification - Motograter - Mr. Bungle - Mudvayne - My Dying Bride - Naked City - Napalm Death - Negativa - Neurosis - The Number Twelve Looks Like You - O'Brother - The Ocean - Old - Opera IX - Opeth - Orthrelm - Oxbow | - Painkiller - Pain of Salvation - Pan.Thy.Monium - Mike Patton - Peccatum - Pelican - Pentagram - Periphery - Pinkly Smooth - Pin-Up Went Down - James Plotkin - Polkadot Cadaver - Praxis - Protest the Hero - Psychofagist - Psyopus - Pyramids - Queenadreena - Queensrÿche - Qui - Ram-Zet - Vernon Reid - Russian Circles - Saccharine Trust - Samsas Traum - Sanctifica - Sculptured - Shining (Norwegian band) - Shining (Swedish band) - Shooter Jennings - Sigh - Sikth - Sleepytime Gorilla Museum - Smohalla - Solefald - Sound of Urchin - Spektr - Stork - Strapping Young Lad - Sunn O))) - System of a Down - Talons - Test Dept - Therion - Thought Industry - Thrones - Thy Catafalque - Tiamat - Today Is the Day - Todd Smith - Tomahawk - Tombs - Tony Danza Tapdance Extravaganza - Tool - Torche - Tourniquet - Treponem Pal - Triptykon - Ufomammut - Ulver - Unexpect - Ved Buens Ende - Vernon Reid - Vintersorg - Voivod - Waltari - Winds - Wrench in the Works - Yakuza - Zoroaster |